# Laos
Laoška ljudska demokratična republika je celinska država v Jugovzhodni Aziji, ki na severozahodu meji na Mjanmar in Kitajsko, na vzhodu na Vietnam, na jugu na Kambodžo, ter na zahodu na Tajsko.